# 140 Siwa
140 Siwa este un asteroid din centura principală, descoperit pe 13 octombrie 1874, de Johann Palisa.